# 妻木伊三郎
妻木 伊三郎（つまき いさぶろう、1870年10月22日（明治3年9月28日） - 没年不明）は、日本の実業家、広島県多額納税者。茂森護謨工業取締役。族籍は広島県士族。

## 人物
広島県士族・妻木杢市の長男。1888年、家督を相続した。土木建築請負業を営み、傍ら会社重役をつとめ、広島県多額納税者であった。貴族院多額納税者議員選挙の互選資格を有した。また家主である。住所は広島市段原町、段原東浦。

## 家族・親族
妻木家　
- 父・杢市（広島士族）[2][4][5]
- 妹
  - タカ（1874年 - ?、広島、熊野久蔵の妻）[2][5]
  - ナカ（1881年 - ?、広島、田中清之助の三男大作の妻）[2][5]
- 妻・テル（1878年 - ?、広島、小林常次郎の妹）[2][5]
- 男・正男（1908年 - ?）[2] - 住所は段原東浦[8]。
- 長女・トク（1900年 - ?、広島、橋本静夫の妻）[2][5]
- 女・ユキエ（1904年 - ?）[2]